# Glypta collina
Glypta collina är en stekelart som beskrevs av Dasch 1988. Glypta collina ingår i släktet Glypta och familjen brokparasitsteklar. Inga underarter finns listade i Catalogue of Life.